# Alophoixus flaveolus
Alophoixus flaveolus е вид птица от семейство Pycnonotidae.

## Разпространение
Видът е разпространен в Бангладеш, Бутан, Китай, Индия, Мианмар, Непал и Тайланд.